# Samuel Kazimierz Ciechanowiecki
Samuel Kazimierz Ciechanowiecki herbu Dąbrowa (zm. 15 lutego 1699 roku) – podkomorzy mścisławski w 1678 roku, stolnik smoleński do 1678 roku, podwojewodzi smoleński w latach 1653-1654.
Razem ze swoją żoną Teklą z Suchodolskich w dniu 23 czerwca 1685 roku wystawił dokument fundujący klasztor dominikanów w miejscowości Samuelpol określanej później jako Packów. W wyniku fundacji Dominikanie zbudowali w 1685 roku drewniany kościół i klasztor.
Był elektorem Michała Korybuta Wiśniowieckiego z województwa połockiego w 1669 roku.